# Rosa rugosa
Rosa rugosa (tên tiếng Anh là rugosa rose, beach rose, Japanese rose, và Ramanas rose), cũng gọi là mai khôi hay mân côi (chữ Hán: 玫瑰), là một loài hoa hồng bản địa miền đông châu Á, gồm đông bắc Trung Quốc, Nhật Bản, Hàn Quốc và đông nam Siberia. Nó mọc ở vùng ven biển, thường trên những 
đụn cát. Trong tiếng Anh loài Rosa multiflora (tường vi), cũng được gọi là "Japanese rose". Từ "rugosa" trong tiếng Latinh có nghĩa là "nhăn nheo."

## Hình ảnh

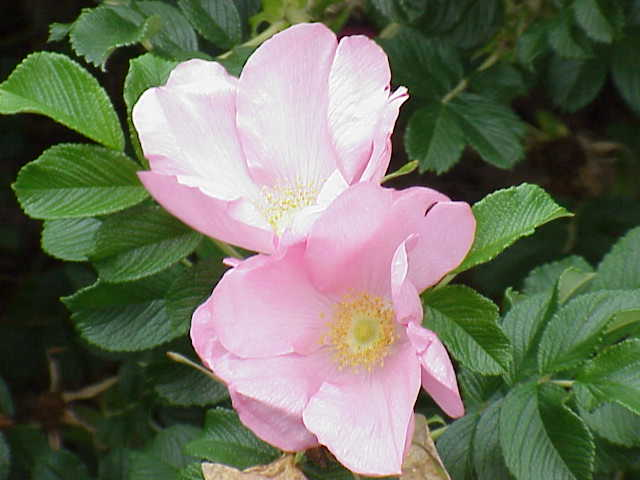
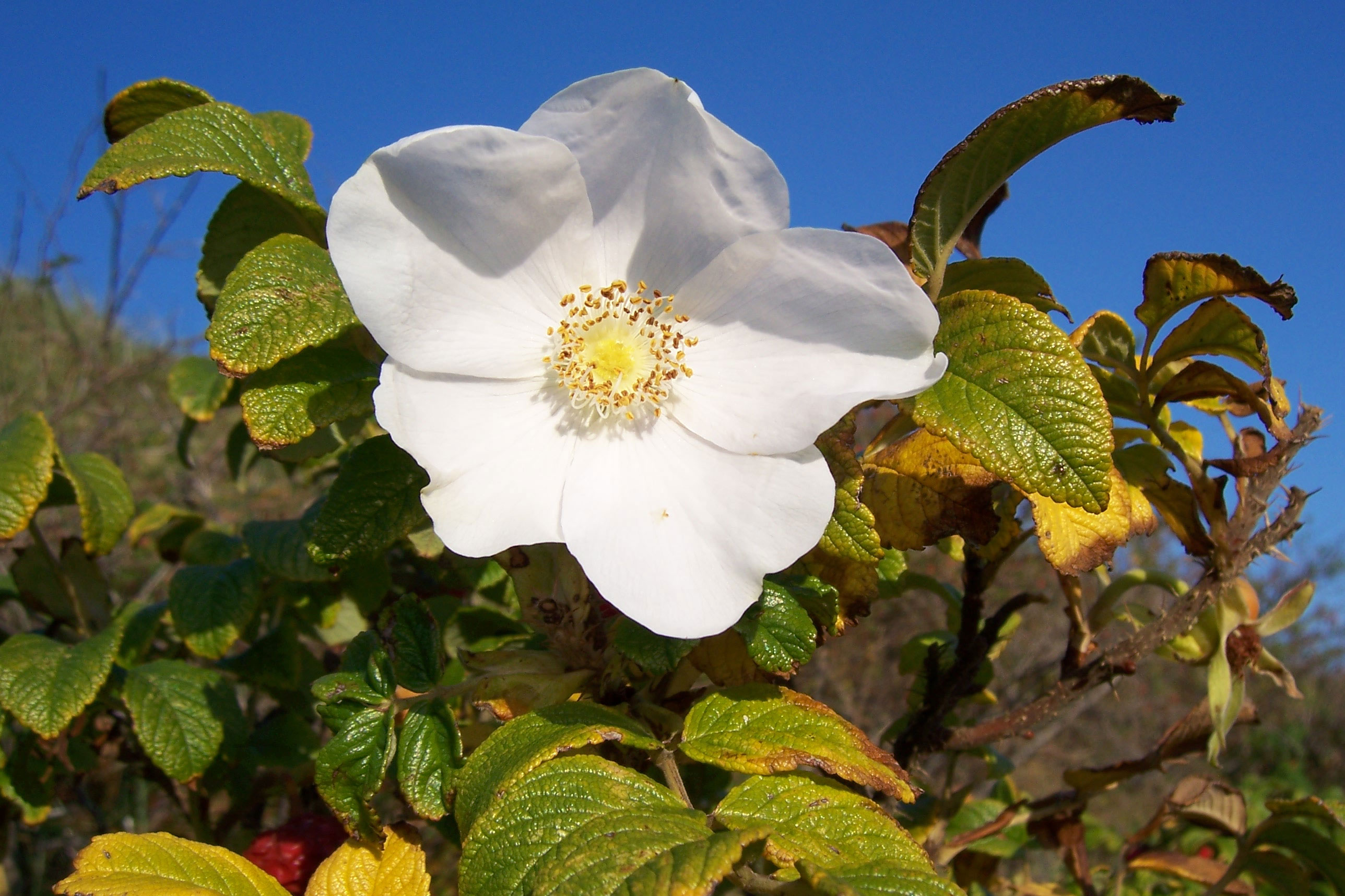